# 揚克山
11°16′11″S 76°27′29″W / 11.26972°S 76.45806°W
揚克山（Yanque），是秘魯的山峰，位於該國中部胡寧大區和利馬大區，由聖巴巴拉德卡爾瓦卡揚區和上阿塔維略斯區負責管轄，屬於安地斯山脈的一部分，海拔高度5,205米。